# Tyondai Braxton

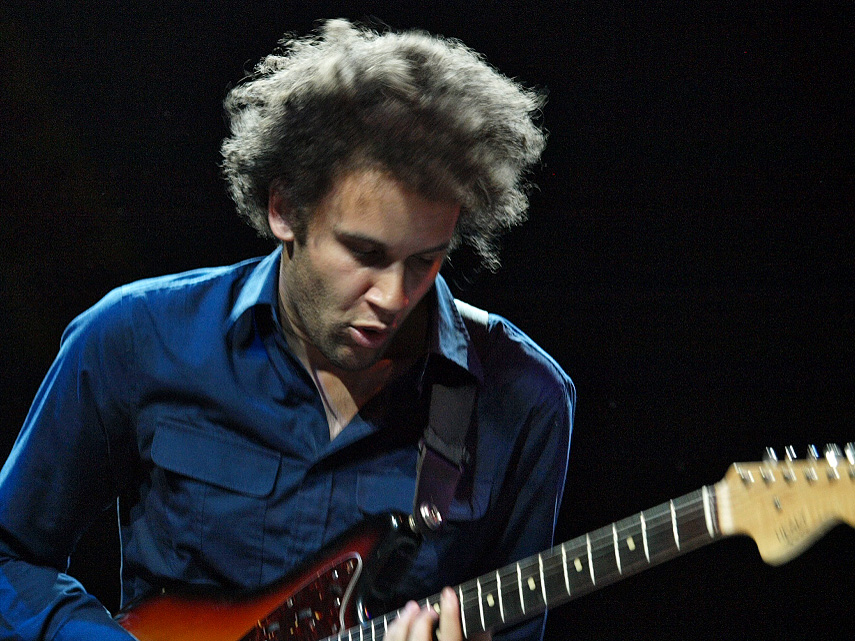
Tyondai Braxton (Moers Festival 2008)

Tyondai Adaien Braxton (* 26. Oktober 1978) ist ein US-amerikanischer Musiker (Keyboards, Gitarre, Gesang, Komposition).

## Leben und Wirken
Braxton ist der Sohn von Anthony Braxton. Als Jugendlicher ließ er sich musikalisch von Nirvana und Sonic Youth sowie vom Punkrock inspirieren. Braxton studierte Komposition an der Hartt School der University of Hartford, wo Robert Carl, Ingram Marshall und Ken Steen zu seinen Lehrern zählten.
Braxton wurde ab 2002 als Frontmann der experimentellen Rockband Battles bekannt. Dann verfolgte er eine Solokarriere und legte 2009 sein von der Kritik gelobtes Album Central Market vor. 2012 spielte er ein Duo mit Philip Glass. Außerdem remixte er Musik von Philip Glass für das Remix-Album Rework. 2013 gab Braxton im Solomon R. Guggenheim Museum in New York die Uraufführung seines Multimediastücks HIVE1, das Klanginstallation und Live-Performance vereint; weitere Aufführungen folgten beim Sacrum Profanum Festival in Krakau, im Barbican Centre in London und im Sydney Opera House. 2022 erschien sein Album Telekinesis mit dem Metropolis Ensemble, The Brooklyn Youth Chorus und The Crossing, das für den Opus Klassik nominiert wurde.
Als Komponist hat Braxton Musik für kammermusikalische Ensembles wie The Bang on a Can All Stars, Kronos Quartet, Alarm Will Sound und Brooklyn Rider komponiert.
Außerdem ist Braxton Assistant Professor of Music an der Princeton University.

## Diskographische Hinweise
- Central Market (2009, Warp)
- HIVE1 (2015, Nonesuch)
- Oranged Out E.P (2016, Beatink Records)
- Dia / Phonolydian (2021, Nonesuch)
- Multiplay (2022, Nonesuch)
- Telekinesis (2022, Nonesuch)
- Sunny X (2023, Cedille Records)